# Джауад Гаріб
Джауад Гаріб  (араб. Jaouad Gharib, 22 травня 1972) — марокканський легкоатлет, олімпійський медаліст.

## Виступи на Олімпіадах
| Олімпіада  | Дисципліна       | Місце |
| ---------- | ---------------- | ----- |
| Афіни 2004 | марафонський біг | 11    |
| Пекін 2008 | марафонський біг | 2     |